# Лю Кечжуан
Лю Кечжуан (кит.: 劉克莊; 1187 — 1269) — китайський поет і літературний критик часів династії Південна Сун.

## Життєпис
Народився 1187 року. За своє життя Лю обіймав декілька посад низького рівня в адміністрації. Поступив на державну службув 1209 році. 1225 року очолив округ Цзяньян. Його поезія, де лунала соціальна критика, стала на заваді його просуванню кар'єрними щаблями, коли чиновники образилися на вірши. В результаті на 10 років був позбавлений посад.
З 1235 року перебував на службі в префекта міста Гуандуна. 1239 року призначено на посаду чжуцзу. Потім стає заступником префекта. Невдовзі став тимчасовим очільником Департаменту судноплавства міста Гуандун.
1246 року за свою літературну майстерність отримав вищу вчену ступінь цзіньши. Невдовзі внаслідок втрати посади канцлером Ши Сунчжі його 5 разів понижували на посаді.

## Творчість
Вважається найважливішим членом групи поетів «Ріки та озера» (Цзянху-шипай), як авиступала проти класичних штампів Цзянсійської поетичної школи. Ця група поетів віддавала перевагу темам повсякденного життя. Йому приписують редакцію першої версії антології «Вірші тисячі майстрів» (або «Поеми майстрів»). У пізніші редакції антології увійшло 2 його вірші.
Збереглося близько 200 його віршів жанру ши і 5 тис. віршів ци, що окрім побутових питань, опису природи, торкаються політичних (насамперед патриотизму та критику вищих чиновників) та соціальних проблем.